# Carta a Lee Eung-tae

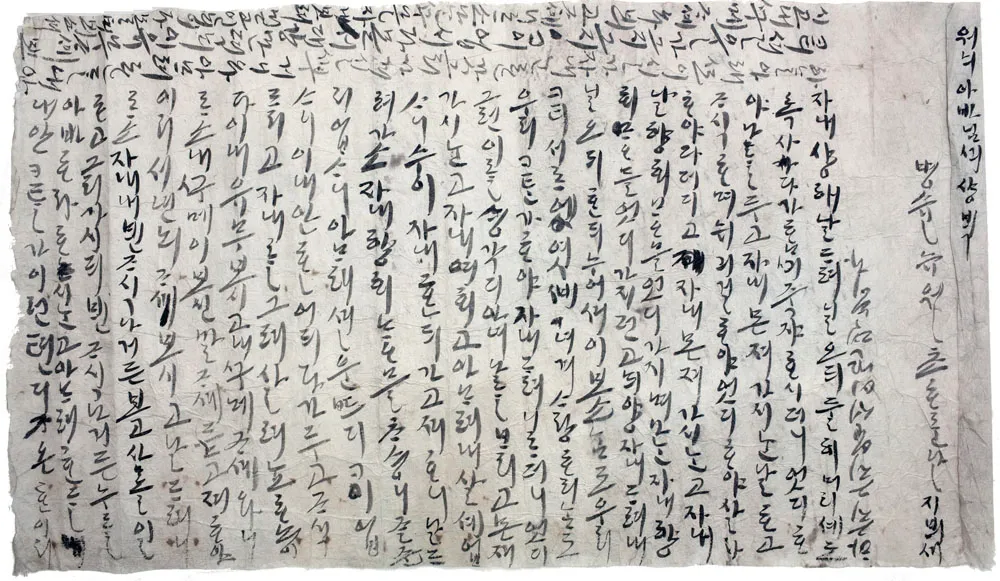
A carta

Em 1998, uma carta do século XVI de uma viúva grávida em luto para seu falecido marido Lee Eung-tae (hangul: 이응태; hanja: 李應台; romanização McCune-Reischauer: Yi Ŭngt'ae; 1555–1586) foi descoberta no túmulo de Lee em Jeongsang-dong, Andong, província de Gyeongsang do Norte, Coreia do Sul.
A carta foi escrita em 1586, durante o período Joseon (1392–1897). Desde então, atraiu significativa atenção nacional e internacional para o que foi descrito como "suas comoventes declarações de amor e tristeza". A demonstração de sensibilidade pela viúva ajudou a mudar a concepção de que as pessoas do período Joseon eram austeras e ascéticas. Ela e outros materiais do túmulo também são considerados peças históricas valiosas para a compreensão da língua e dos costumes desta época.

## História
Lee viveu de 1555 a 1586. Ele era um nobre local do clã Goseong Lee, e era o segundo filho do pai Lee Yo-shin. Ele morreu aos 31 anos (possivelmente de uma epidemia, com base nas cartas do pai de Lee), e deixou um filho pequeno e uma esposa grávida. Não se sabe muito sobre a esposa de Lee, a autora da carta, embora o nome de um dos dois filhos seja dado como "Won" na carta (não está claro a qual criança o nome pertencia), então ela é agora frequentemente chamada de "mãe de Won" (hangul: 원이 어머니).

### Descoberta
Em abril de 1998, estava a ser realizado um projeto de renovação urbana na margem sul do rio Nakdong, em Andong. Em preparação para isso, uma equipe arqueológica da Universidade Nacional de Andong foi enviada para escavar e mover vários túmulos de terra no topo de uma encosta, de acordo com os desejos de alguns descendentes vivos. Em 24 de abril, a equipe escavou o túmulo de Lee.
Inicialmente, a única informação conhecida sobre o ocupante da sepultura (cujo corpo havia sido mumificado e ainda se encontrava em bom estado, embora tenha sido reenterrado em outro local no mesmo dia, de acordo com a vontade da família), era o nome de Lee. Registros do clã Goseong Lee e documentos de uma bolsa na sepultura foram cruzados para reunir informações sobre quem era Lee. Notavelmente, os documentos foram escritos por várias pessoas diferentes, sendo uma delas a esposa de Lee. Os textos eram muitas vezes escritos com afeição para Lee, o que dava aos arqueólogos a impressão de que ele era querido pela família.

### Outros materiais na tumba
A tumba também continha cerca de quarenta a cinquenta peças de roupa. As roupas incluíam uma mistura de roupas de Lee, do bebê e da mãe de Won. Exemplos de roupas incluem jeogori, baji, danryeong, jikryeong, aekjureum (hangul: 액주름) e roupas femininas, como jang-ot e dongja (hangul: 동자). Deixar as roupas da família dentro de uma tumba era uma prática comum durante esta parte do período Joseon.
A mãe de Won também escreveu outros dois textos além de sua carta. Um deles estava escrito em hanji (papel coreano) enrolado em uma mecha de cabelo. Diz "Por favor, enterre isto ao lado... não descarte isto..." Outro foi escrito em papel enrolado em um par de mituri (sapatos de tecido) que foram tecidos com uma mistura de cânhamo e cabelo. Diz "Usando meu cabelo, fiz esses sapatos... morreu antes que pudessem ser usados". A análise da caligrafia indicou correspondência entre a escrita nesses papéis e a da carta dela. Acredita-se que ela teceu ritualmente os sapatos com os cabelos para orar pela saúde do marido; uma prática que foi atestada em outros casos durante o período Joseon;
Todos os materiais recolhidos no túmulo estão agora guardados no museu da universidade.

## Descrição
A letra é escrita verticalmente e da direita para a esquerda, usando um pincel, e em uma peça de hanji que mede 58.5 x 34 cm. Depois de escrever até o final esquerdo da página, a mãe de Won escreveu mais na margem superior da página, até ficar sem espaço para escrever mais. A carta foi colocada no peito de Lee.

## Texto
| Original (Hangul, coreano médio) | Português (tradução) |
| --- | --- |
| 병슐 뉴월 초ᄒᆞᄅᆞᆫ날 지븨셔 워늬 아바님ᄭᅴ 샹ᄇᆡᆨ 자내 샹해 날ᄃᆞ려 닐오ᄃᆡ 둘히 머리 셰도록 사다가 ᄒᆞᆷᄭᅴ 죽쟈 ᄒᆞ시더니 엇디ᄒᆞ야 나ᄅᆞᆯ 두고 자내 몬져 가시ᄂᆞᆫ 날ᄒᆞ고 ᄌᆞ식ᄒᆞ며 뉘 긔걸ᄒᆞ야 엇디ᄒᆞ야 살라 ᄒᆞ야 다 더디고 자내 몬져 가시ᄂᆞᆫ고 자내 날 향ᄒᆡ ᄆᆞᄋᆞ믈 엇디 가지며 나ᄂᆞᆫ 자내 향ᄒᆡ ᄆᆞᄋᆞ믈 엇디 가지던고 ᄆᆡ양 자내ᄃᆞ려 내 닐오ᄃᆡ ᄒᆞᆫᄃᆡ 누어셔 이 보소 ᄂᆞᆷ도 우리ᄀᆞ티 서ᄅᆞ 에엿ᄲᅵ 녀겨 ᄉᆞ랑ᄒᆞ리 ᄂᆞᆷ도 우리 ᄀᆞᄐᆞᆫ가 ᄒᆞ야 자내ᄃᆞ려 니ᄅᆞ더니 엇디 그런 이ᄅᆞᆯ ᄉᆡᆼ각디 아녀 나ᄅᆞᆯ ᄇᆞ리고 몬져 가시ᄂᆞᆫ고 자내 여ᄒᆡ고 아ᄆᆞ려 내 살 셰 업ᄉᆞ니 수이 자내 ᄒᆞᆫᄃᆡ 가고져 ᄒᆞ니 날 ᄃᆞ려가소 자내 향ᄒᆡ ᄆᆞᄋᆞ믈 ᄎᆞᄉᆡᆼ 니ᄌᆞᆯ 줄리 업ᄉᆞ니 아ᄆᆞ려 셜운 ᄠᅳ디 ᄀᆞ이업ᄉᆞ니 이내 안ᄒᆞᆯ 어ᄃᆡ다가 두고 ᄌᆞ식 ᄃᆞ리고 자내ᄅᆞᆯ 그려 살려뇨 ᄒᆞ노이다 이 내 유무 보시고 내 ᄭᅮ메 ᄌᆞ셰 와 니ᄅᆞ소 내 ᄭᅮ메 이 보신 말 ᄌᆞ셰 듣고져 ᄒᆞ야 이리 서 년뇌 ᄌᆞ셰 보시고 날ᄃᆞ려 니ᄅᆞ소 자내 내 ᄇᆡᆫ ᄌᆞ식 나거든 보고 사롤 일ᄒᆞ고 그리 가시ᄃᆡ ᄇᆡᆫ ᄌᆞ식 나거든 누ᄅᆞᆯ 아바 ᄒᆞ라 ᄒᆞ시ᄂᆞᆫ고 아ᄆᆞ려ᄒᆞᆫᄃᆞᆯ 내 안 ᄀᆞᄐᆞᆯ가 이런 텬디 구온ᄒᆞᆫ 이리 하ᄂᆞᆯ 아래 ᄯᅩ 이실가 자내ᄂᆞᆫ ᄒᆞᆫ갓 그리 가 겨실 ᄲᅮ거니와 아ᄆᆞ려ᄒᆞᆫᄃᆞᆯ 내 안ᄀᆞ티 셜울가 그지그지 ᄀᆞ이업서 다 몯 서 대강만 뎍뇌 이 유무 ᄌᆞ셰 보시고 내 ᄭᅮ메 ᄌᆞ셰 와 뵈고 ᄌᆞ셰 니르소 나ᄂᆞᆫ ᄭᅮ믈 자내 보려 믿고 인뇌이다 모ᄅᆞ매 뵈쇼셔 | Ano Byeongsul (1586), sexto mês, primeiro dia, de casa Ao pai de Won, Você sempre me disse: "Estaremos juntos até nossos cabelos ficarem grisalhos e depois morreremos juntos", então como você pôde ir embora sem mim? A quem eu e nosso filho devemos recorrer; como devemos viver? Como você pôde nos deixar para trás e seguir sozinho? O que você sentia por mim e o que eu sentia por você? Cada vez que nos deitávamos juntos, eu perguntava a você: "Querido, as outras pessoas se amam e cuidam umas das outras como nós? Elas são como nós?" Como você pôde esquecer minhas palavras e me abandonar? Eu não posso viver sem você. Quero ir até você rapidamente, então, por favor, leve-me até você. Não posso esquecer os sentimentos que tive por você nesta vida, não há limite para minha tristeza. Não sei se posso continuar; onde coloco esses sentimentos que tenho ao criar um filho que sente falta do pai? Por favor, leia esta carta, depois venha até mim em meus sonhos e responda-me detalhadamente. Escrevi esta carta porque quero ouvir sua resposta detalhada em meus sonhos. Por favor, leia isso com atenção e me diga. Você me disse que depois que nosso filho nascesse, você “providenciaria e teria algo a dizer”. E agora você foi embora assim; quando nascer a criança em meu ventre, a quem chamarão de “pai”? Existe alguém que possa compreender meus sentimentos? Existe alguma outra tamanha tragédia sob o céu? Você está em outro lugar, você está realmente tão triste quanto eu? Há muito mais que quero dizer, mas só posso escrever um esboço. Por favor, leia esta carta com atenção e venha falar comigo em meus sonhos. Acredito que poderei ver você. Por favor, venha secretamente e me mostre. |

## Análise
A carta é vista como tendo valor histórico. A escolha de palavras que a mãe de Won usa foi descrita como bastante equitativa; por exemplo, o uso do termo hangul: 자내; rr: janae para se referir a Lee, que era um termo usado para se referir a iguais. Isto reflete o estatuto social relativamente igual das esposas durante esta parte do período Joseon, que mais tarde declinou no século XVII.  Acredita-se também que Lee morava com a família de sua esposa na época, o que era uma prática comum na época. Mais tarde, isso se tornou incomum e desaprovado, pois esperava-se que as esposas fossem morar com os maridos.
Fortes expressões de emoção eram desaprovadas pela elite confucionista coreana. A carta era quase certamente destinada a ser privada.

## Legado
A carta agora é amplamente conhecida na Coreia do Sul.
As informações sobre a carta foram publicadas na edição de novembro de 2007 da National Geographic e impressas na edição de março de 2009 da revista de arqueologia Antiquity.
Uma estátua da mãe de Won foi construída e colocada no antigo local da tumba. A história do casal foi ficcionalizada em romances e peças de teatro. Em 2009, foi relatado que muitos visitantes do museu da Universidade Nacional de Andong seriam membros do clã Goseong Lee que queriam ver a carta.